# José María Beltrán Pérez
José María Beltrán Pérez (Valencia, 21 de agosto de 1917 - ibid., 16 de septiembre de 1986) fue un autor teatral español.
Fue durante muchos años empresario del Teatro Alkázar de Valencia, dedicado a distintos géneros: comedia, revista, zarzuela y variedades.
En 1949 estrenó en el Teatro Ruzafa de Valencia la obra lírica en dos actos La blanca y la negra, con música de Pascual Asencio Ruano. En el año 1950, estrenó en el Teatro Serrano de Valencia, su comedia El iaiet premiada en los Juegos Florales de Lo Rat Penat. Posteriormente fueron estrenadas De Cuba a Dénia i parà en Russafa, De bona raça,  Les tres dones de Pacorro  y Eixa dóna és ton pare, obra estrena en el teatro Alkazar el 23 de octubre de 1953, que más tarde fue estrenada en numerosas ciudades y traducida por Antonio Fontán al castellano con el título de Esa mujer es tu padre. En la década de 1970-80 tuvo una actividad política intensa en Izquierda Nacionalista Valenciana.

## Obras en las que se le cita
- Historia de Lo Rat Penat. Antonio Igual Úbeda. Ayuntamiento de Valencia 1959
- El Teatre en la posguerra valenciana 1939-1962. Ferran Carbó y Santi Cortés. Quaderns 3 i 4. Valencia 1977
- Gran Enciclopedia de la Comunidad Valenciana. Levante-El Mercantil Valenciano. Valencia 2005
- Histària i Literatures. Joan Oleza y Josep Ll. Sirera. Institución Alfonso el Magnanimo. Institución Valenciana de Estudios e Investigación. Descubriendo el País Valenciano, 1985